# ビイスク
ビイスク（Biysk、ロシア語: Бийск、南アルタイ語: Јаш-Тура
）は、ロシア連邦の都市。人口は18万3852人（2021年）。シベリア連邦管区のアルタイ地方にあり、バルナウルに次ぐ第二の都市。ビヤ川に面し、アルタイ山脈への玄関口となっている。郊外でカトゥニ川とビヤ川が合流、オビ川となる。アルタイ共和国からモンゴル国境へ到る道路の基点でもある。

## 歴史
ピョートル1世の命により1709年に要塞が建設されたが、1年も経たずに遊牧民に焼き討ちされる。1718年に再建された。その後は軍事拠点としての価値は次第に失われたが、交易拠点・交通の要衝として機能した。
第二次世界大戦中にロシア西部の軍需産業の疎開地となり、産業都市として発展する基礎が築かれた。

## 人口推移
- 23万3238人（1989年)
- 21万8562人（2002年)
- 21万0115人（2010年)

## 交通
- ビイスク市電